# Kick no oni
Kick no oni (キックの鬼ー?, Kikku no oni, lett. "Il demone della kickboxing") è un manga scritto da Ikki Kajiwara e disegnato da Kentarō Nakajō, serializzato sulla rivista Shōnen Gahō dal febbraio 1969 all'agosto 1971. Dal manga è stato tratto un adattamento anime, trasmesso dal 2 ottobre 1970 al 26 marzo 1971.
Il manga racconta la storia del karateka Tadashi Sawamura, che, dopo essere stato sconfitto da un praticante di Muay Thai, decide di impratichirsi nella boxe tailandese.